# Pierre Macquer
Pierre Macquer (ur. 1718, zm. 1784) – francuski chemik.

## Życiorys
Syn Josepha i Marie-Anne. Studiował na uniwersytecie w Paryżu, dyplom uzyskał w 1742 roku. Od 1748 roku żonaty, miał dwie córki.
Autor popularnego podręcznika Elémens de chymie théorique (1749) i równie popularnego Dictionnaire de chymie (1766). Wykładał chemię we współpracy z Antoine'em Baumé (1757–73) oraz w Jardin du roi (1770–83). Specjalizował się w badaniach nad zastosowaniem chemii w medycynie. Konsultant naukowy Bureau de commerce; brał udział badaniach zastosowaniem chemii w barwieniu, obróbce ceramiki i produkcji nawozów.
Członek wielu stowarzyszeń naukowych, w tym Académie royale des sciences (od 1745), Société royale de médecine i American Philosophical Society.